# たらし焼き (大洗)
たらし焼き（たらしやき）は、茨城県大洗町の名物料理。
大正時代から食されている料理である。
小麦粉にダシ汁を入れて溶き、キャベツ、紅ショウガ、切りイカ、卵、ネギなどの具材を入れて、鉄板で焼いて食べる料理である。もんじゃ焼きと違って「土手」は作らない。
元々は駄菓子屋で提供していた料理であり、学校帰りのおやつとして児童に人気が高かった。以前は大洗町のあちこちで提供していたが、提供する店は4～5件しか残っていない（2021年時点）。
2019年に劇場公開されたアニメ『ガールズ&パンツァー 最終章』第2話に登場したことで話題となった。